# Tania Krätschmar
Tania Krätschmar (* 1960 in Berlin) ist eine deutsche Autorin von Romanen, die meist als Liebesromane bezeichnet werden.

## Leben
Krätschmar studierte Germanistik in Berlin und den USA, machte in Berlin eine Ausbildung zur Buchhändlerin und ging danach nach New York, wo sie als Bookscout arbeitete. Außerdem lebte sie ein Jahr in den Niederlanden.
Kurz vor dem Mauerfall kehrte sie nach Berlin zurück, wo sie seitdem als Autorin und Übersetzerin lebt. Zeitweise war sie Inhaberin einer Second-Hand-Boutique. Ihr Roman "Seerosensommer" wurde für das ZDF verfilmt.
Krätschmar ist seit 2009 Mitglied der "DeLiA – Vereinigung deutschsprachiger Liebesroman-Autoren und -Autorinnen".

## Veröffentlichungen (Auswahl)
- Luisa und die Stunde der Kraniche, Blanvalet Taschenbuch Verlag 2017, ISBN 978-3-641-20176-0.
- Nora und die Novemberrosen, Blanvalet Taschenbuch Verlag 2016, ISBN 978-3-7341-0242-4.
- Eva und die Apfelfrauen, München : Blanvalet 2013, ISBN 978-3-442-38112-8.
- Winterherz, München : Knaur-Taschenbuch-Verlag 2010, ISBN 978-3-426-50665-3.
- Seerosensommer, München : Knaur-Taschenbuch-Verlag 2009, ISBN 978-3-426-50018-7.